# Богуцкий, Александр Андреевич
Алекса́ндр Андре́евич Богу́цкий (род. 2 декабря 1971 года, Львов) — украинский продюсер и телевизионный менеджер.

## Биография
Окончил аспирантуру геологического факультета Львовского государственного университета им. И.Франко и факультет международного бизнеса и права (2003–2005) того же университета.
С 1990 года работал продюсером, в отдельности группы «Плач Иеремии».
С 1991 года работал редактором на первой независимой украинской радиостанции «Радио „Независимость“» (Львов).
Сотрудничал с львовскими изданиями «Ратуша» и «Post-Поступ».
1994 — сооснователь одного из наиболее успешных медиа-проектов в Западной Украине — газеты «Экспресс».
С 1994 года работал пресс-атташе и директором по связям с общественностью в ЗАО «Таврийские игры».
Работал над телевизионными проектами на телекомпаниях «Мост» (Львов), «Золотые ворота» (Киев), телеканале УТ-1.
1999 — работал ведущим ежедневной информационно-аналитической программы «Актуальная камера» на канале СТБ.
С августа 2000 года — генеральный директор (позднее директор-президент) общенационального телеканала ICTV.
В сентябре 2004 года стал неформальным руководителем так называемого «холдинга Пинчука («Новый канал», ICTV, СТБ). После образования в 2009 году медиагруппы StarLightMedia (телеканалы ICTV, Новый канал, М1, М2, QTV, а также ряд медиакомпаний: StarLight Sales, StarLight Brand Content, StarLight Commercial Production, StarLight Films, Vavёrka Production, StarLight Rental, StarLight Scenery, StarLight Digital, «Новые Медиа Проекты») стал её президентом. В 2012-м году на этой должности его сменил Владимир Бородянский.
Женат. Воспитывает дочку.